# Carnicer Torrejón Fútbol Sala
Il Carnicer Torrejón Fútbol Sala è stata una squadra di calcio a 5 spagnola con sede a Torrejón de Ardoz.

## Storia
Fondata nel 1984 da José Carnicer, presidente e per lungo tempo allenatore della squadra, il Carnicer Torrejón scala gradualmente le categorie minori fino a conquistare, nel 1994, la Coppa della Comunità di Madrid. Tre stagioni più tardi vince il proprio girone di Division de Plata, ottenendo la promozione nella División de Honor. Nella massima serie disputa 15 stagioni consecutive. L'apice della parabola sportiva della società è raggiunto nel campionato 2007-08 quando, conclusa la stagione regolare al quarto posto in classifica, la squadra supera il Prone Lugo nei quarti di finale dei play-off e si qualifica per la prima volta alla semifinale. Difficoltà economiche costringono la società a rinunciare nell'estate del 2012 alla massima serie e iscriversi in Segunda División. Due anni più tardi la società si scioglie.

## Rosa 2009-10
| N. |                   | Ruolo | Calciatore                 |
| -- | ----------------- | ----- | -------------------------- |
| 1  | Spagna (bandiera) | POR   | Antonio Fernández Menéndez |
| 13 | Spagna (bandiera) | POR   | Alfonso Prieto Echebarría  |
| 15 | Spagna (bandiera) | POR   | Daniel Fraile García       |
| 2  | Spagna (bandiera) | DIF   | David García Beltrán       |
| 8  | Spagna (bandiera) | DIF   | Jorge Bellvert Mérida      |
| 10 | Spagna (bandiera) | DIF   | Víctor López Real          |
| 17 | Spagna (bandiera) | DIF   | Francisco Conde            |
| 7  | Spagna (bandiera) | LAT   | Mario Rivillos             |

| N. |                    | Ruolo | Calciatore                   |
| -- | ------------------ | ----- | ---------------------------- |
| 9  | Spagna (bandiera)  | LAT   | David Zahonero Polanco       |
| 14 | Spagna (bandiera)  | LAT   | Óscar González Fernández     |
| 16 | Spagna (bandiera)  | LAT   | Borja Díaz Torres Del Molino |
| 18 | Spagna (bandiera)  | LAT   | Juan Luis Manzano Velilla    |
| 6  | Brasile (bandiera) | PIV   | Jaison Francisco De Ramos    |
| 11 | Spagna (bandiera)  | PIV   | José Carlos López Lozano     |
| 19 | Spagna (bandiera)  | PIV   | Óscar Muñoz Serrano          |